# Liste der Kulturdenkmäler in Knöringen
In der Liste der Kulturdenkmäler in Knöringen sind alle Kulturdenkmäler der rheinland-pfälzischen Ortsgemeinde Knöringen aufgeführt. Grundlage ist die Denkmalliste des Landes Rheinland-Pfalz (Stand: 14. August 2023).

## Einzeldenkmäler
| Bezeichnung                              | Lage                                        | Baujahr | Beschreibung                                                                                            | Bild                           |
| ---------------------------------------- | ------------------------------------------- | ------- | --- | ------------------------------ |
| Protestantische Kirche                   | Hauptstraße 32 Lage                         | 1787    | barocker Saalbau, 1787 (bezeichnet 1788)                                                                | weitere Bilder Fotos hochladen |
| Wegekreuz                                | Hauptstraße, am nördlichen Ortsausgang Lage | 1819    | Wegekreuz, bezeichnet 1819                                                                              | Fotos hochladen                |
| Katholische Kirche St. Philipp und Jakob | Kirchstraße Lage                            | 1771    | spätbarocker Saalbau, bezeichnet 1771; Grabmal Burck, um 1778 (Bild); Grabkreuz, bezeichnet 1704 (Bild) | weitere Bilder Fotos hochladen |
| Friedhofskreuz                           | nördlich des Ortes auf dem Friedhof Lage    | 1782    | Friedhofskreuz, barock, bezeichnet 1782                                                                 | Fotos hochladen                |